# Valeria Hofmann
Valeria Hofmann Torres (Santiago, 1988) es una cineasta (directora y guionista) chilena.

## Trayectoria
Es egresada de la Pontificia Universidad Católica de Chile como Directora Audiovisual y Licenciada en Comunicación Social. Trabajó durante tres años en televisión como guionista y asesora de proyectos, en Canal 13 y Televisión Nacional de Chile respectivamente. En paralelo, ha trabajado como documentalista dentro del colectivo MAFI (Mapa Fílmico de un País), dirigiendo y participando en residencias artísticas a lo largo del país.
El año 2013 es una de las directoras del documental colaborativo “Propaganda”, estrenado en Visions Du Réel. En el año 2017 Valeria se suma al proyecto transmedia “Volver a casa”, dirigido por Catalina Alarcón, que permite a los internos de la cárceles en Chile conectarse con sus familias a través del cine y la realidad virtual. 
El año 2019 Valeria es una de las directoras del segundo documental del colectivo MAFI, Dios, estrenado también en Visions Du Réel. Estudió cine experimental en la escuela Máster Lav en Madrid donde realizó distintos cortometrajes: "Casa de Mujeres" y "Sin Comentarios", presentados en el Círculo de Bellas Artes de Madrid. El año 2023 estrenó el cortometraje de ficción Alien0089 obra con la que obtiene reconocimientos como el Grand Prix a la mejor película en la categoría Lab Competition del 48.º Clermont-Ferrand International Short Film Festival, mejor dirección en la categoría Corto Internacional del Festival de Cine de Sundance.

## Filmografía
| Año  | Título                 | Rol         | Nota                    | Ref   |
| ---- | ---------------------- | ----------- | ----------------------- | ----- |
| 2012 | Las células esquimales | Dirección   | Cortometraje de ficción | [ 2 ] |
| 2014 | Propaganda             | Realización | Largometraje documental | [ 3 ] |
| 2016 | Prueba de actitud      | Guion       | Largometraje ficción    | [ 4 ] |
| 2019 | Dios                   | Realización | Largometraje documental | [ 5 ] |
| 2020 | La siesta del carnero  | Dirección   | Cortometraje de ficción | [ 6 ] |
| 2023 | AliEN0089              | Dirección   | Cortometraje de ficción | [ 7 ] |

## Premios y reconocimientos
| Año  | Evento                                             | Categoría                                     | Obra      |
| ---- | -------------------------------------------------- | --------------------------------------------- | --------- |
| 2023 | Festival de Cine de Sundance                       | Best International Direction award            | AliEN0089 |
| 2023 | Festival Internacional de Cine de Viña del Mar     | Mención especial competencia de cortometrajes | AliEN0089 |
| 2023 | Festival du Nouveau Cinéma Montreal                | Prix de la meilleure animamtion               | AliEN0089 |
| 2024 | Clermont-Ferrand International Short Film Festival | The lab Grand Prix                            | AliEN0089 |